# Antiochos VII.

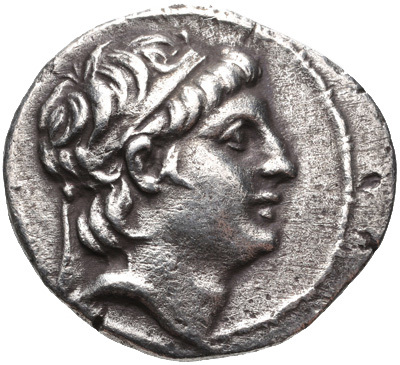
Vorderseite einer Drachme des Antiochos VII. mit dem Porträt des Königs

Antiochos VII. Euergetes (altgriechisch Ἀντίοχος Εὐεργέτης Antíochos Euergétēs; * 164 oder um 160 v. Chr.; † 129 v. Chr.), auch genannt Antiochos Sidetes (Σιδήτης Sidḗtēs), regierte von 138 bis 129 v. Chr. als König des Seleukidenreiches und gilt als letzter bedeutender Herrscher dieses hellenistischen Staates.
Nach der Gefangennahme seines Bruders, des Seleukidenkönigs Demetrios II., durch die Parther erhob der bis dahin im Ausland aufgewachsene Antiochos Anspruch auf die Herrschaft in seinem väterlichen Reich. Mit der Unterstützung von Demetrios’ Ehefrau Kleopatra Thea konnte er sich in einer militärischen Auseinandersetzung gegen Diodotos Tryphon, den bisherigen Thronkonkurrenten seines Bruders, durchsetzen. Damit beendete er die langjährigen Bürgerkriege im Seleukidenreich, die erst nach seinem Tod wieder ausbrachen. Zur Legitimierung seiner Herrschaft heiratete er seine Schwägerin Kleopatra Thea.
In seiner neunjährigen Regierungszeit bemühte sich Antiochos mit einigem Erfolg darum, die massiven Gebiets- und Autoritätsverluste der vergangenen Jahrzehnte wieder rückgängig zu machen. Von den zahlreichen Kriegen, die er dafür führte, ist nur derjenige gegen die jüdische Unabhängigkeitsbewegung der Makkabäer in Palästina genauer bekannt. Bei dieser Auseinandersetzung kam es zu einer mehrmonatigen Belagerung Jerusalems, die mit einem Kompromiss beendet wurde. In dem geschlossenen Friedensvertrag konnten die Juden ihre innere Autonomie wahren, wurden aber wieder fest in das Seleukidenreich eingegliedert.
131 v. Chr. begann Antiochos schließlich einen großangelegten Feldzug gegen die parthischen Arsakiden, die damals aggressivsten Feinde des Seleukidenreiches, die wenige Jahre zuvor das ökonomisch sehr bedeutende Mesopotamien erobert hatten. Der militärische Vorstoß verlief zunächst äußerst erfolgreich: Im ersten Kriegsjahr brachte seine Armee Mesopotamien wieder unter ihre Kontrolle, im zweiten stieß sie bis ins parthische Kernland südöstlich des Kaspischen Meeres vor. Ein Friedensangebot der Arsakiden schlug Antiochos aus. Dies erwies sich als Fehler. Während seine Soldaten dezentral in Winterlager aufgeteilt waren, organisierte der parthische König Phraates II. einen gemeinsamen Aufstand vieler Städte in der Region und führte dann seinen Gegenschlag, bei dem der militärisch nun deutlich schwächere Antiochos unterlag und ums Leben kam. Sein Bruder Demetrios, den Phraates kurz zuvor wohl aus taktischen Gründen freigelassen hatte, trat daraufhin seine zweite Regierung im Seleukidenreich an. In den folgenden Jahren schrumpfte dieses jedoch wieder auf einen vergleichsweise kleinen Raum in Syrien, Kilikien und Koilesyrien zusammen.

## Herkunft und Jugend
Antiochos VII. stammte aus der Familie der Seleukiden, einem der bedeutenden hellenistischen Herrschergeschlechter. Der Stammvater Seleukos I. hatte zu den makedonischen Generälen gehört, die in den Jahrzehnten nach dem Tod Alexanders des Großen rivalisierende Großreiche in dessen Herrschaftsbereich begründet hatten. Über Antiochos’ frühe Jahre ist nur wenig bekannt. Sein Vater, König Demetrios I., regierte von 162 bis 150 v. Chr. und war mit einer Laodike, wahrscheinlich seiner Schwester, verheiratet. Ob Antiochos dieser Verbindung entstammte, ist nicht sicher und von der Bestimmung seines Geburtsjahres abhängig. So ist nicht auszuschließen, dass er Spross einer Nebenehe war. Außer ihm hatte Demetrios I. zwei weitere Söhne: Antigonos und Demetrios. Antigonos und Laodike wurden im Jahr 150 v. Chr. nach der militärischen Niederlage und dem Tod des Vaters von dessen politischen Widersachern umgebracht, Demetrios regierte dagegen als Demetrios II. von 145 bis 139/138 v. Chr. und nach dem Tod Antiochos’ VII. in den Jahren 129–125 v. Chr. über das Seleukidenreich.
Ein Geburtsjahr Antiochos’ lässt sich aus einer Angabe in der Chronik des Eusebius von Caesarea erschließen, der sich auf ein Geschichtswerk des neuplatonischen Philosophen Porphyrios als Quelle beruft. Darin heißt es, dass der König bei seinem Tod 35 Jahre alt war. Aus dem Sterbejahr 129 v. Chr. lässt sich zurückrechnen, dass Antiochos 164 v. Chr. zur Welt gekommen sein muss. Das würde bedeuten, dass er in Rom geboren wurde, wo sich sein Vater zu jenem Zeitpunkt in Geiselhaft befand. Edwyn Robert Bevan hat dagegen eingewandt, dass Demetrios I. seine Schwester sicherlich erst nach seinem Machtantritt im Jahr 162 v. Chr. geheiratet habe (die Geschwisterehe war in hellenistischen Herrscherfamilien üblich) und die Geburt seiner drei Söhne demnach erst nach diesem Jahr angesetzt werden könne. Aus diesem Grund setzen er und diverse andere Autoren das Geburtsjahr des Antiochos um 160 v. Chr. an. Da aber keineswegs sicher ist, dass Antiochos tatsächlich aus der Ehe seines Vaters mit dessen Schwester Laodike hervorging, ist diese Schlussfolgerung nicht zwingend. Ein Indiz für ein spätes Geburtsdatum könnte allerdings sein, dass der römische Geschichtsschreiber Justin angibt, der König sei bei seinem Machtantritt 138 v. Chr. „fast noch ein Knabe“ (lateinisch puer admodum) gewesen.
Auch die Geburtsreihenfolge der drei Söhne Demetrios’ I. ist unsicher. Kay Ehling kam anhand von Münzaufschriften des Demetrios zu dem Ergebnis, dass Demetrios wegen des von ihm geführten Beinamens Philadelphos („der Bruderliebende“) nicht der Erstgeborene gewesen sein kann. Diesen Beinamen nahmen üblicherweise nur Zwillinge oder jüngere Brüder an. Da Demetrios den Beinamen 139 v. Chr. offensichtlich in der beginnenden Auseinandersetzung mit Antiochos ablegte, wird dieser der ältere gewesen sein und anderslautende Angaben in den antiken Schriftquellen beruhen wahrscheinlich auf einem Missverständnis.
In seinem Geschichtswerk schreibt Justin, dass Demetrios I. im Jahr 152 v. Chr. zwei Söhne, darunter Demetrios, in die kleinasiatische Stadt Knidos bringen ließ, um sie vor dem in Syrien herrschenden Bürgerkrieg zu schützen. Die Tatsache, dass sich Antigonos noch 150 v. Chr. in Syrien befand und dort umgebracht wurde, lässt Kay Ehling vermuten, dass es sich bei den nach Knidos gebrachten Kindern um Demetrios und Antiochos handelte und Antigonos erst nach dieser Evakuierungsmaßnahme geboren wurde. Antiochos scheint Knidos bald wieder verlassen zu haben, da er seine Jugendjahre in der Stadt Side verbrachte, die in Pamphylien an der Südküste Kleinasiens lag und traditionell enge Beziehungen zu den Seleukiden sowie zum Römischen Reich unterhielt. Dies brachte ihm später den inoffiziellen Beinamen Sidetes („aus Side“) ein.

## Politische Ausgangslage

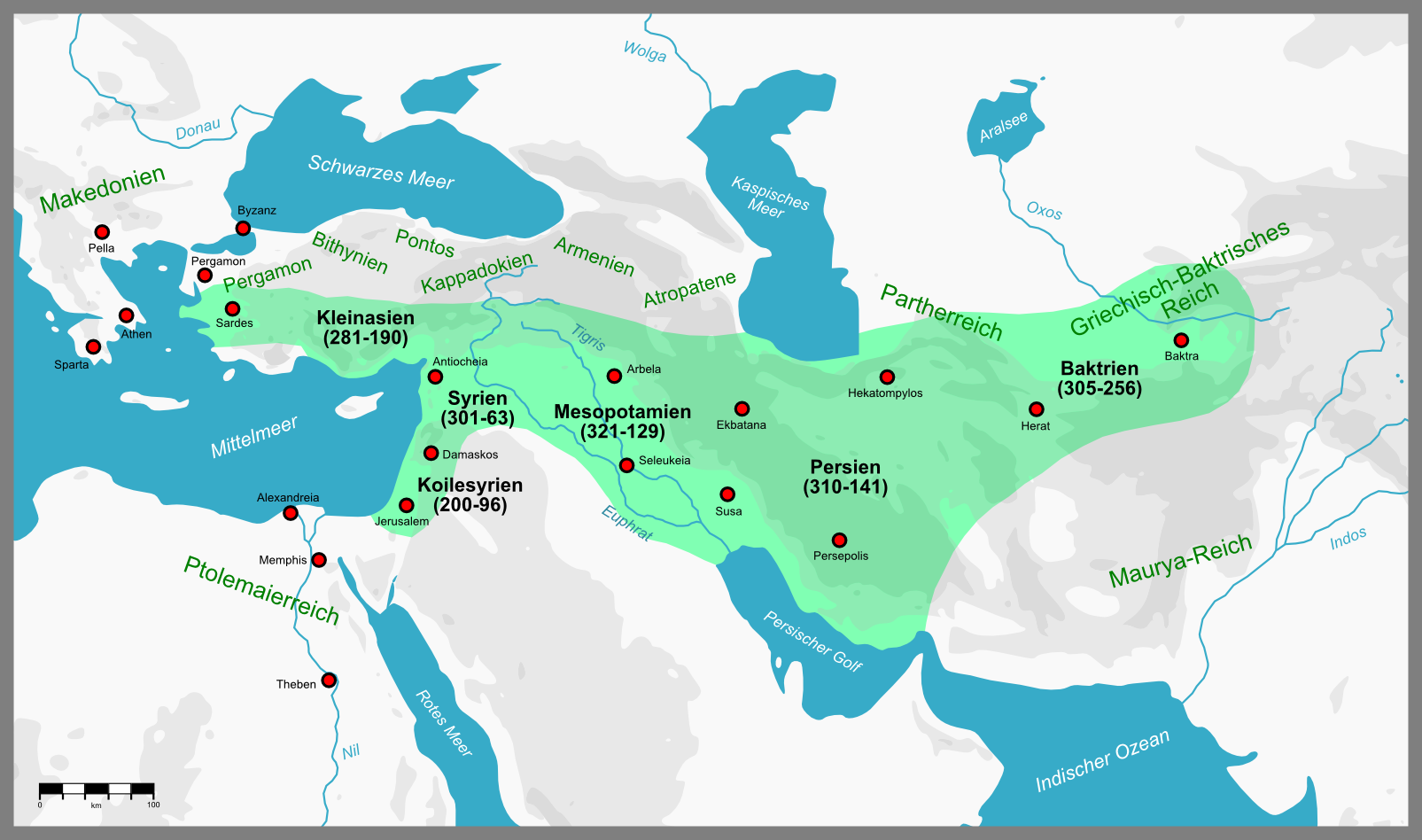
Karte des seleukidischen Herrschaftsgebietes in seiner größten Ausdehnung mit Angabe, in welchem Zeitraum die einzelnen Regionen zum Reich gehörten

Antiochos’ Regierungszeit ging eine längere Phase mit diversen Thronkonflikten voraus. Im Wesentlichen rechneten sich die Thronprätendenten zwei Zweigen der Herrscherfamilie zu, die von den beiden Kindern des Königs Antiochos III. (regierte 223–187 v. Chr.) ausgingen. Aus der Linie des älteren Sohnes Seleukos IV. stammten die Brüder Antiochos VII. und Demetrios II. Die Linie des jüngeren Sohnes Antiochos IV. war bereits ausgestorben, allerdings behaupteten die beiden nicht mit den Seleukiden verwandten Thronprätendenten Alexander I. Balas und dessen Sohn Antiochos VI., von diesem Familienzweig abzustammen.
Um das Jahr 140 v. Chr. war Demetrios II. aus der „älteren Linie“ des Seleukidenhauses an der Macht. Sein Konkurrent Antiochos VI. aus dem „jüngeren Zweig“ der Familie war 141 v. Chr. im Kindesalter gestorben. An dessen Stelle beanspruchte nun der General Diodotos Tryphon, der bereits die Regentschaft für den jungen Antiochos VI. geführt hatte, die Macht im Reich, ohne eine Zugehörigkeit zur Dynastie zu behaupten. Trotz dieses innenpolitischen Konkurrenten begann Demetrios II. einen Feldzug gegen das Partherreich, das im vorangegangenen Jahrzehnt große Teile des seleukidischen Territoriums – darunter Mesopotamien – hatte erobern können. Nach anfänglichen Siegen geriet er Mitte des Jahres 138 v. Chr. durch eine Kriegslist des Feindes in Gefangenschaft und wurde mit Rhodogune, einer Tochter des parthischen Königs, verheiratet.

## Machtantritt

### Ausrufung zum König und Kriegsvorbereitungen
Antiochos VII. befand sich gerade auf der Insel Rhodos, als ihn die Nachricht erreichte, dass sein Bruder Demetrios II. von den Parthern gefangen genommen worden war und der Thronrivale Diodotos Tryphon aufgrund dessen seinen Einflussbereich immer weiter ausdehnte. Daraufhin ließ er sich zum König ausrufen. Bemerkenswert ist, dass Demetrios auf einer seiner letzten Münzserien, die während des Partherfeldzuges entstand, seinen bisherigen Beinamen „Philadelphos“ („der Geschwisterliebende“) in der Titulatur wegließ. Dies könnte ein Indiz dafür sein, dass sich das Verhältnis zu seinem Bruder in dieser Zeit bereits getrübt hatte, möglicherweise weil Antiochos schon vor Demetrios’ Gefangennahme eigene Herrschaftsambitionen an den Tag gelegt hatte. Von Rhodos aus begann Antiochos jedenfalls den Krieg gegen Tryphon vorzubereiten und warb Truppen sowie eine Flotte an. Daraufhin schickte er Sendschreiben an die bedeutendsten Städte seines Reiches, um sie für den bevorstehenden Kampf auf seine Seite zu bringen.
Im 1. Buch der Makkabäer wird der Brief, den er „von den Inseln des Meeres“ aus an den jüdischen Hohepriester Simon richtete, wörtlich zitiert. Darin bezeichnet sich Antiochos bereits als König (βασιλεύς basileús) und verweist zur Legitimation auf das Königreich seiner „Väter“, also auf seine Zugehörigkeit zur „rechtmäßigen“ Herrscherdynastie. Darüber hinaus werden in dem Brief der jüdischen Bevölkerung nicht nur ihre bisherigen Vorrechte und Freiheiten bestätigt, sondern auch weitreichende neue Privilegien versprochen. So erhalten die Juden etwa die Erlaubnis zu einer eigenen Münzprägung, bekommen das Recht auf ihre neu erbauten Festungsanlagen bestätigt und werden von allen Abgaben an den König befreit. Die Authentizität dieser Urkunde ist in der Forschung infrage gestellt worden, vor allem da keine einzige Münze des Hohepriesters bekannt ist, er sein angebliches Münzrecht also nicht ausgeübt zu haben scheint. Dagegen wurde eingewandt, dass es sich bei dem Münzrecht zwar um ein ehrendes, aber kein herausragendes Privileg handelte und Antiochos dieses außerdem bei seinem späteren Zerwürfnis mit den Makkabäern wieder zurückgezogen haben könnte. Letztlich ist also nicht eindeutig festzustellen, ob die Urkunde völlig authentisch überliefert, nachträglich überarbeitet oder insgesamt gefälscht ist.
Unabhängig von der Echtheit des überlieferten Brieftextes ist anzunehmen, dass alle bedeutenden Städte (Poleis) des seleukidischen Herrschaftsgebietes entsprechende Briefe von Antiochos erhalten haben. Allerdings hatten die meisten dieser Mitteilungen keinen durchschlagenden Erfolg, anscheinend aufgrund der militärischen Präsenz Tryphons. Dies änderte sich erst, als Kleopatra Thea, die Frau von Demetrios II., Antiochos anbot, er könne in der von ihr kontrollierten Hafenstadt Seleukeia Pieria an Land gehen und sie heiraten. Diese Entscheidung Kleopatras wird durch den antiken Schriftsteller Appian dadurch begründet, dass sie wegen der Ehe ihres bisherigen Mannes mit der parthischen Königstochter Rhodogune eifersüchtig gewesen sei. Als glaubwürdiger gilt allerdings der Bericht des jüdischen Geschichtsschreibers Flavius Josephus, der taktische Gründe für ausschlaggebend hält, da Kleopatra hoffte, auf der Seite ihres Schwagers ihr Leben und ihre Machtposition besser erhalten zu können.

### Kampf gegen Diodotos Tryphon
Das Angebot Kleopatra Theas ermöglichte Antiochos wenig später, mit seiner Streitmacht in Seleukeia Pieria zu landen und die Königin zu heiraten. Diese Ereignisse wurden durch die Prägung von Münzen gefeiert, mit deren Hilfe sich die Ankunft des Seleukiden in Syrien auf das Frühjahr oder Mitte 138 v. Chr., die Eheschließung auf die Zeit vor Oktober dieses Jahres datieren lassen. Die direkte militärische Präsenz und die zusätzliche Legitimation durch die Heirat mit der Ehefrau seines Vorgängers verschafften Antiochos eine nennenswerte Autorität, die dazu führte, dass diverse Städte und einige Söldnertruppen Tryphons zu ihm überliefen.
In dieser gestärkten Position konnte er seinen Widersacher in einer Schlacht schlagen, aus dem seleukidischen Kernland nach Palästina abdrängen und in der dortigen Küstenstadt Dora einschließen. Der Verfasser des 1. Makkabäerbuches schreibt, dass er dabei 120.000 Fußsoldaten und 8000 Reiter auf seiner Seite gehabt habe; diese Zahlenangabe ist jedoch sicherlich übertrieben und wurde vielleicht durch den Autor gewählt, um im Kontext der gesamten Textstelle den Eindruck eines göttlichen Eingreifens gegen Tryphon zu verstärken. Die Belagerung Doras zog sich bis in das Jahr 138/137 hin. Dies geht aus einem Schleuderblei hervor, einem kleinen metallenen Geschoss, das man in der Nähe der Stadt ausgegraben hat und auf dem folgende Inschrift eingeritzt ist: „Für den Sieg Tryphons. Dora. Jahr 5 [= 5. Regierungsjahr Tryphons, also 138/137]. Die Stadt der Dorianer. Koste von dieser Frucht.“ („ΤΡΥΦΩΝΟ(ς) / ΝΙΚΗ /  [i. e. phönizischer Buchstabe Dalet] L Ε / ΔΩ(ριτῶν) Π(όλεως) ΡΟΥ / ΓΕΥΣΑΙ“).
Diodotos Tryphon gelang es nach mehreren Monaten, mit dem Schiff aus der belagerten Stadt zu fliehen und zunächst nach Ptolemais, dann nach Orthosia und schließlich nach Apameia zu entkommen. Von dieser Flucht berichtet der römische Schriftsteller Frontinus in seiner Schrift über Kriegslisten (Strategemata) die Anekdote, dass Tryphon hinter sich Münzen verteilt habe, sodass die Einheiten des Antiochos durch das Einsammeln des Geldes abgelenkt wurden und ihn entkommen ließen. In Apameia wurde Tryphon nach einer weiteren Belagerung jedoch erneut ergriffen und kam im Jahr 137 v. Chr. ums Leben, wobei sich die antiken Quellen über die Todesart nicht einig sind: Während Flavius Josephus, Appian und Johannes von Antiochia von einem gewaltsamen Tod schreiben, beging er laut Strabon und Georgios Synkellos Selbstmord. Damit hatte Antiochos VII. als erster Herrscher seit der Erhebung seines Bruders gegen den damals regierenden König ab 147 v. Chr. wieder die Kontrolle über das gesamte – wenngleich geschwächte – Seleukidenreich.

## Regierungszeit
Über die Regierungszeit Antiochos’ VII. liegen nur sehr wenige Informationen in den antiken Quellen vor. Mehrfach behandelt werden lediglich die Auseinandersetzung mit den aufständischen Juden, die in einer Belagerung Jerusalems gipfelte, und der Feldzug gegen das Partherreich, bei dem der König ums Leben kam.
Aus der Ehe Antiochos’ mit Kleopatra Thea gingen insgesamt fünf Kinder hervor, die in der Chronik des Porphyrios in folgender Reihenfolge genannt werden: Laodike, Laodike, Antiochos, Seleukos, Antiochos. Möglicherweise handelt es sich dabei um die Geburtsreihenfolge. Demnach wären zuerst die beiden Töchter geboren worden, von denen außer ihrem natürlichen Tod nichts weiter bekannt ist. Der erstgenannte Antiochos wäre der älteste Sohn gewesen – auch er soll an einer Krankheit gestorben sein. Er wurde in Syrien zurückgelassen, als sein Vater gegen die Parther zog, kam aber spätestens kurz nach ihm ums Leben (siehe unten im Abschnitt „Ausblick“). Den Sohn Seleukos nahm Antiochos VII. auf seinen Feldzug in den Osten mit, er wurde nach dem Tod des Vaters durch den Feind gefangen genommen (siehe unten im Abschnitt „Partherkrieg: Niederlage und Tod Antiochos’“). Der andere Sohn namens Antiochos, vermutlich der jüngste Sohn, war der spätere Antiochos IX., der 129 v. Chr. von seiner Mutter ins Ausland gebracht wurde, um ihn vor seinem Onkel und Stiefvater Demetrios II. zu schützen, als dieser aus der parthischen Gefangenschaft zurückgekehrt war.

### Außenpolitik bis 131 v.Chr.
Da Rom Diodotos Tryphon als Usurpator betrachtete, dürfte es Antiochos nach Festigung seiner Machtstellung schnell als Herrscher anerkannt haben. Nach vorherrschender Forschungsmeinung hielt sich im Jahr 139 v. Chr. der römische Politiker Scipio Aemilianus im Rahmen einer Gesandtschaftsreise durch den östlichen Mittelmeerraum auch in Syrien auf und verhandelte dort mit einem Seleukidenkönig. Einige Forscher nehmen an, dass es sich bei diesem Herrscher schon um Antiochos VII. gehandelt habe. Da dieser erst nach der Gefangennahme seines Bruders im Herbst des Jahres überhaupt von Rhodos nach Syrien aufbrach, ist dies chronologisch so gut wie unmöglich; Scipio hat sich aller Wahrscheinlichkeit nach noch mit Demetrios II. getroffen. Jahre später, als Scipio Aemilianus um 134 v. Chr. die spanische Stadt Numantia belagerte, sandte Antiochos einer Notiz des römischen Geschichtsschreibers Titus Livius zufolge Geschenke an ihn, ansonsten ist über eine persönliche Bekanntschaft der beiden nichts bekannt. Die guten Beziehungen Antiochos’ zu den Römern waren möglicherweise ein Grund für sein vergleichsweise mildes Verhalten den Juden gegenüber, da sie ebenfalls gute Beziehungen zum Senat pflegten (siehe unten im Abschnitt „Auseinandersetzung mit den Makkabäern: Historische Einordnung des Friedensschlusses“).
Kay Ehling vermutet aufgrund numismatischer Indizien aus Ägypten, dass der ägyptische König Ptolemaios VIII. die Schwächephase des Seleukidenreiches ausnutzen wollte und in den Jahren 138/137 v. Chr. einen Einmarsch in Phönizien plante. Aus den antiken Schriftquellen sind allerdings keine militärischen Auseinandersetzungen bekannt. Wie sich die Beziehungen der beiden hellenistischen Königreiche in den folgenden Jahren gestalteten, ist ebenfalls unklar. Mit Athen, „dem publizistischen und literarischen Zentrum der griechischen Welt“, pflegte Antiochos VII. dagegen gute Beziehungen. Dies geht aus einem Dekret der Stadt hervor, demzufolge auf der Agora das Standbild eines seleukidischen Gesandten namens [Me]nodoros oder [Ze]nodoros neben einer Statue des Antiochos VII. aufgestellt werden solle. Eine athenische Münzserie aus dem Jahr 134/133 v. Chr. mit den traditionellen seleukidischen Symbolen Anker und Stern deutet möglicherweise ebenfalls auf Wohltaten des Königs Antiochos für die Stadt hin, eine weitere aus der Zeit um 130 v. Chr. nimmt durch die Abbildung von Elefanten und die Aufschrift „Antiochos“ vielleicht auf den damals stattfindenden Partherkrieg Bezug. Umgekehrt bildete Antiochos auf seinen eigenen Münzen meistens die athenische Stadtgöttin Athene ab, was als Hinweis auf zumindest eine gewisse Griechenfreundlichkeit gelten kann.
Bei seinen Ausführungen zum Partherkrieg der Jahre 131–129 v. Chr. stellt der antike Autor Justin fest, Antiochos habe sein Heer „durch viele Grenzkriege gestählt“ („multis finitimorum bellis induraverat“). Keine dieser Auseinandersetzungen ist aus anderen antiken Zeugnissen bekannt. Es ist daher davon auszugehen, dass es sich bei den Kontrahenten nicht um die bedeutenden Nachbarstaaten wie die Ptolemäer in Ägypten oder die Attaliden in Kleinasien handelte, für deren Geschichte zahlreiche Quellen vorliegen. Stattdessen hat Antiochos möglicherweise den aufständischen mesopotamischen Satrapen Dionysios den Meder, das gerade erst unabhängig gewordene Kommagene unter seinem König Samos II. oder die ersten Ansätze der Separationsbewegung in der Osrhoene bekämpft. Dort konnte sich in den Jahren um 133 v. Chr. ein halbautonomes Fürstentum herausbilden, das bis in das 3. Jahrhundert n. Chr. Bestand hatte.

### Innenpolitik und Beinamen

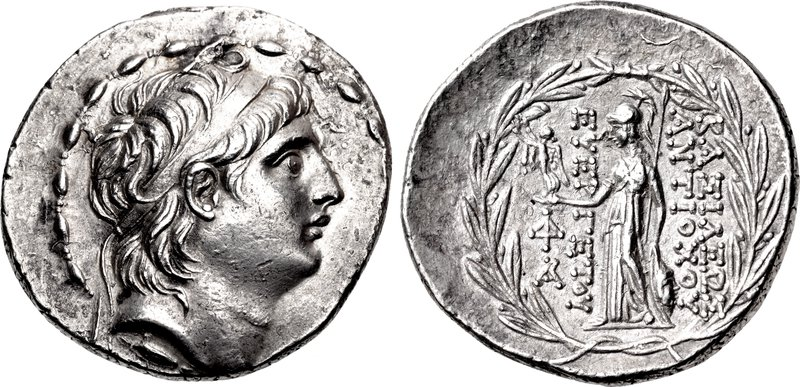
Tetradrachme des Antiochos, auf der Vorderseite das Porträt des Herrschers, auf der Rückseite die Athene Nikephoros („siegbringende Athene“)

An innenpolitischen Maßnahmen Antiochos’ VII. ist nur sein Verhalten gegenüber den Städten des Seleukidenreiches bekannt. Dem Geschichtswerk Justins zufolge soll er die Gemeinden, die in den vergangenen Jahren von seinem Bruder oder ihm abgefallen waren, erobert und wieder annektiert haben. Die loyal gebliebenen Städte scheint er dagegen belohnt zu haben: So prägte Arad im Jahr 138/137 v. Chr. erstmals seit 43 Jahren wieder eigene Münzen – vermutlich hatte es das Recht dazu von Antiochos verliehen bekommen, nachdem es ihn bei seinem Kampf gegen Diodotos Tryphon mit Schiffen und Seeleuten unterstützt hatte. Seleukeia Pieria, wo Antiochos von Rhodos kommend mit seiner Flotte gelandet war, wird ab diesen Jahren als „heilige und unverletzliche“ (ἱερά καὶ ἄσυλος hierá kaí ásylos) Stadt bezeichnet. Anscheinend wurde ihr dieser Ehrentitel als Dank für die Loyalität zu dem Seleukidenkönig verliehen. Die häufige Darstellung der Göttin Athene auf den Münzen seiner Regierungszeit wird in der Forschung auch als ein Versuch gedeutet, die Überwindung der langjährigen Spaltungen im Seleukidenhaus öffentlich zu propagieren: Zuvor hatte vor allem Alexander I. Balas aus dem verfeindeten, „jüngeren“ Familienzweig dieses Motiv auf seinen Prägungen verwendet, sodass das Wiederaufgreifen durch Antiochos VII. eine symbolische Anknüpfung an ihn und demnach eine versöhnende Geste dargestellt haben dürfte.
In den Quellen erscheinen für Antiochos verschiedene griechische Herrscherbeinamen. Sein offizielles Epitheton, das auf den meisten Münzen verwendet wird und das mit Johannes Malalas auch ein antiker Autor bezeugt, war Euergetes („Wohltäter“). Da dieser Beiname zuvor von Alexander I. getragen worden war, handelte es sich möglicherweise auch dabei um eine symbolische Aussöhnung mit dem verfeindeten Familienzweig. Literarisch belegt sind außerdem die Bezeichnungen Eusebes („der Fromme“, zumindest auf jüdischer Seite verwendet) und Soter („Retter“). Hinsichtlich der Herrscherbeinamen ist außerdem eine Weihinschrift aus Ptolemais relevant, die an einen König namens Antiochos und seine Frau gerichtet ist und ursprünglich als Weihung an Antiochos VII. interpretiert wurde. Thomas Fischer hat demgegenüber nachgewiesen, dass sie in Wirklichkeit dessen Sohn Antiochos IX. galt, Antiochos VII. dafür der im Text genannte Vater des Königs ist. Das bedeutet, dass Antiochos VII. in besagter Inschrift nicht (wie man angenommen hatte) den Beinamen Kallinikos („der Siegreiche“) trägt, sondern den bereits durch literarische Quellen bekannten Beinamen Soter. In den meisten literarischen Quellen wird er jedoch nicht mit einem dieser formellen Epitheta, sondern dem inoffiziellen Beinamen Sidetes („aus Side“) bezeichnet.
Während des Partherfeldzuges nahm Antiochos Justin zufolge nach der erfolgreichen Eroberung Babyloniens schließlich noch den Beinamen Megas („der Große“) an. Auf Inschriften wird er später auch als „Großkönig“ tituliert. Einerseits stellte er sich durch die Annahme des Megas-Titels aus griechischer beziehungsweise seleukidischer Perspektive in die Tradition der hellenistischen Könige, die vor ihm einen großangelegten Feldzug in den Osten (eine sogenannte Anabasis) durchgeführt hatten und ebenfalls mit diesem Beinamen ausgezeichnet worden waren, nämlich Alexanders des Großen und Antiochos’ III. Andererseits verwies der Titel auf das Amt des „Großkönigs“, das die persischen Herrscher aus der Familie der Achämeniden innegehabt hatten, und sollte eine Kontinuität zu diesen ehemaligen Herrschern des Nahen Ostens herstellen. Eine einzige Münze, die 134/133 v. Chr. in Antiochia geprägt wurde, belegt den Beinamen Megas schon für die Zeit vor dem Partherfeldzug. Als Erklärungsversuche dafür wurden in Betracht gezogen, dass Antiochos entweder schon vor 131 v. Chr. einen früheren, in den restlichen Quellen nicht bezeugten Partherfeldzug unternommen habe (was aber aus historischer Perspektive als unwahrscheinlich gilt) oder dass der Beiname entgegen der Angabe Justins schon nach der Eroberung Jerusalems angenommen wurde. Die Weihinschrift aus Ptolemais nennt Antiochos VII. sogar Megistos („der Größte“); vermutlich wurde dieser Superlativ allerdings, wie auch der Beiname Soter, erst nach seinem Tod verwendet.

### Auseinandersetzung mit den Makkabäern

#### Entstehung des Konfliktes

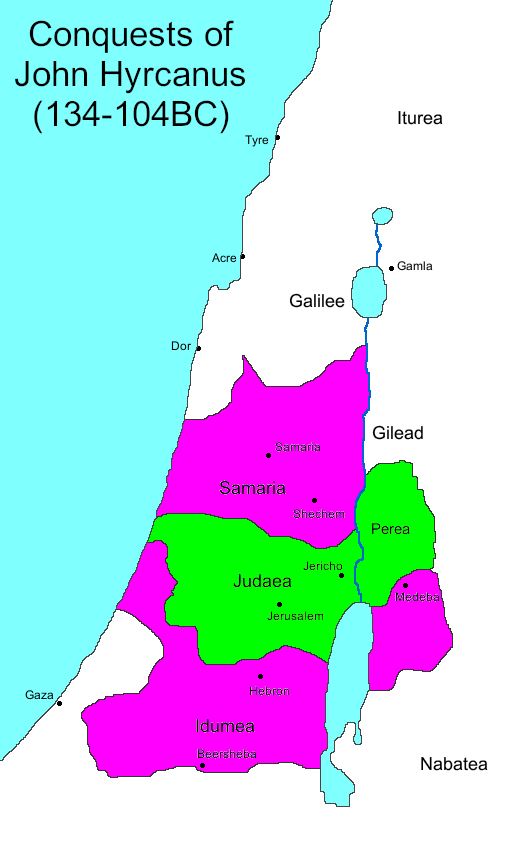
Karte des makkabäischen Machtbereiches: Grün markiert ist der ungefähre Stand im Jahr 135 v. Chr., violett die Eroberungen des Johannes Hyrkanos bis zu seinem Tod 104 v. Chr.

Das Verhältnis zwischen der seleukidischen Zentralgewalt und der jüdischen Bevölkerung in Palästina hatte sich seit Beginn des Makkabäeraufstandes in den 160er Jahren v. Chr. sehr wechselhaft entwickelt. Dem Hohepriester Simon, der ab 143 v. Chr. im Amt war, gelang es jedoch, ein unabhängiges Staatsgebilde in Judäa großteils zu konsolidieren. Demetrios II. gewährte ihm als Dank für die Unterstützung im Kampf gegen Diodotos Tryphon weitgehende Autonomie. Auch Antiochos VII. musste während seines Kampfes um die Herrschaft Simons Privilegien bestätigen und ihm außerdem das Münzrecht zugestehen (siehe oben unter „Machtantritt: Ausrufung zum König und Kriegsvorbereitungen“). Im Gegenzug erhielt er Unterstützung bei der Belagerung von Dora, laut Flavius Josephus in Form von Geld und Lebensmitteln, dem 1. Makkabäerbuch zufolge auch durch 2000 Soldaten und Kriegsmaterial. In letzterem Bericht heißt es, dass Antiochos die militärische Unterstützung durch die jüdische Seite ausgeschlagen und die den Juden gemachten Zusagen nicht eingehalten habe. Angesichts der militärischen Lage gilt dies jedoch als unglaubwürdig, möglicherweise brachte der Verfasser des Textes hier schon irrtümlich den wenig später erfolgten Bruch zwischen Simon und Antiochos ins Spiel. Als plausibler gilt die Aussage des Josephus, der Hohepriester habe kurzzeitig zu den „Freunden“ (φίλοι phíloi) des Königs gezählt.
Im späteren Verlauf der Belagerung Doras wandte sich Antiochos jedoch gegen die Juden. Der Grund dafür dürfte gewesen sein, dass er für die Konsolidierung und dauerhafte Durchsetzung seiner Herrschaft regelmäßige Steuerzahlungen aus den jüdischen Gebieten in Palästina benötigte und nicht nur einmalige Hilfeleistungen, für die er noch dazu politische Zugeständnisse machen musste. Daher sandte Antiochos seinen Vertrauten Athenobios nach Jerusalem. Er forderte die Rückgabe der Städte Joppe und Geser, die Räumung der seleukidischen Garnison in der Davidsstadt sowie Steuern für alle Ortschaften außerhalb Judäas, die sich im jüdischen Besitz befanden. Alternativ wollte er eine Zahlung von 1000 Talenten Silber akzeptieren. Da sich Simon nur zur Abgabe von 100 Talenten bereit erklärte, kehrte Athenobios unverrichteter Dinge zurück. Stattdessen wurde ein gewisser Kendebaios zum Epistrategos ernannt (möglicherweise in Anlehnung an das gleichnamige Amt des Epistrategen im Ptolemäerreich) und dadurch mit besonderen militärischen und zivilen Vollmachten für den Großraum Palästina ausgestattet. Er befestigte die Stadt Kedron (oft identifiziert mit dem Tell Qatra nahe dem heutigen Javne) und unternahm von dort aus militärische Vorstöße nach Judäa, während sich Antiochos noch der Verfolgung Tryphons widmete. Judas und Johannes Hyrkanos I., zwei Söhne des Hohepriesters, zogen gemeinsam mit ihrem Vater gegen Kendebaios ins Feld und schlugen ihn 137/136 v. Chr. in der Nähe von Jamnia. Der Verlauf der Schlacht wird im 1. Makkabäerbuch geschildert: Die beiden Heere standen sich nördlich von Jerusalem bei Modeïn gegenüber, voneinander getrennt durch einen reißenden Gebirgsbach. Nach kurzem Zögern überquerte die angeblich 20.000 Mann starke jüdische Armee das Gewässer und es gelang ihr, die seleukidischen Truppen in die Flucht zu schlagen, nach Kedron und in die kleineren Befestigungen rund um Azotos zurückzudrängen und insgesamt 2000 Soldaten zu töten.
Im Februar 135 v. Chr. wurde Simon mit seinen Söhnen Mattathias und Judas von seinem Schwiegersohn Ptolemaios ermordet. Dieser bat daraufhin Antiochos VII. schriftlich um die Entsendung von Truppen zu seiner Unterstützung – von einer direkten Reaktion seitens des Seleukiden ist jedoch aus den vorhandenen Quellen nichts bekannt. Dem dritten Sohn Simons, Johannes Hyrkanos, gelang es bereits kurze Zeit später, Ptolemaios zu vertreiben und selbst neuer Hohepriester zu werden. Benedikt Eckhardt hat die Vermutung geäußert, dass Antiochos selbst für den Anschlag auf Simon verantwortlich zeichnete, weil er die Machtstellung des seleukidischen Königtums wieder stärken wollte und dabei Anstoß an der möglicherweise zu eigenständigen Politik des Hohepriesters nahm.

#### Feldzug nach Palästina und Belagerung Jerusalems
Mitte der 130er Jahre begann Antiochos einen Rachefeldzug gegen die Makkabäer. Nachdem er die jüdisch besiedelten Landschaften hatte verwüsten lassen, zog der König in Richtung Jerusalem und begann mit der Belagerung der Stadt. Diese Vorgänge werden in den antiken Quellen widersprüchlich datiert, sodass die moderne Forschung zu unterschiedlichen Jahresangaben kam. Für eine Datierung der Belagerung auf das Jahr 135/134 v. Chr. sprechen jedoch mehrere Indizien: Zum einen ist es historisch plausibel, dass Antiochos die Situation nach den Machtkämpfen um das Hohepriesteramt ausnutzte – zumal es sich bei besagtem Jahr um ein Sabbatjahr handelte, weshalb er hoffen konnte, dass die Kampfkraft der Juden durch ihre religiösen Vorschriften verringert werde. Zum anderen ist aus dem Jahr 134/133 v. Chr. ein Stater bekannt, dessen Stempelmotiv mit einer charakteristischen Darstellungsweise der Siegesgöttin Nike auf einen bedeutenden militärischen Sieg hindeutet und in der Forschung teilweise auf den erfolgreich abgeschlossenen Feldzug gegen die Juden bezogen wird. Die Belagerung Jerusalems dürfte demnach 135 v. Chr. eröffnet worden sein, vermutlich im Herbst, da laut Flavius Josephus die Stadt beim Untergang der Plejaden im November bereits völlig eingeschlossen war. Dafür wurde rings um die Befestigungsmauer ein Doppelgraben angelegt und die Stadt von sieben Heeresgruppen umstellt. An der Nordseite, wo die Beschaffenheit des Geländes dies zuließ, wurden 100 dreistöckige Belagerungstürme errichtet, von denen aus täglich Angriffe auf die Stadt gestartet wurden. Aber weder diese Vorstöße noch die Ausfälle der Belagerten wirkten kampfentscheidend.

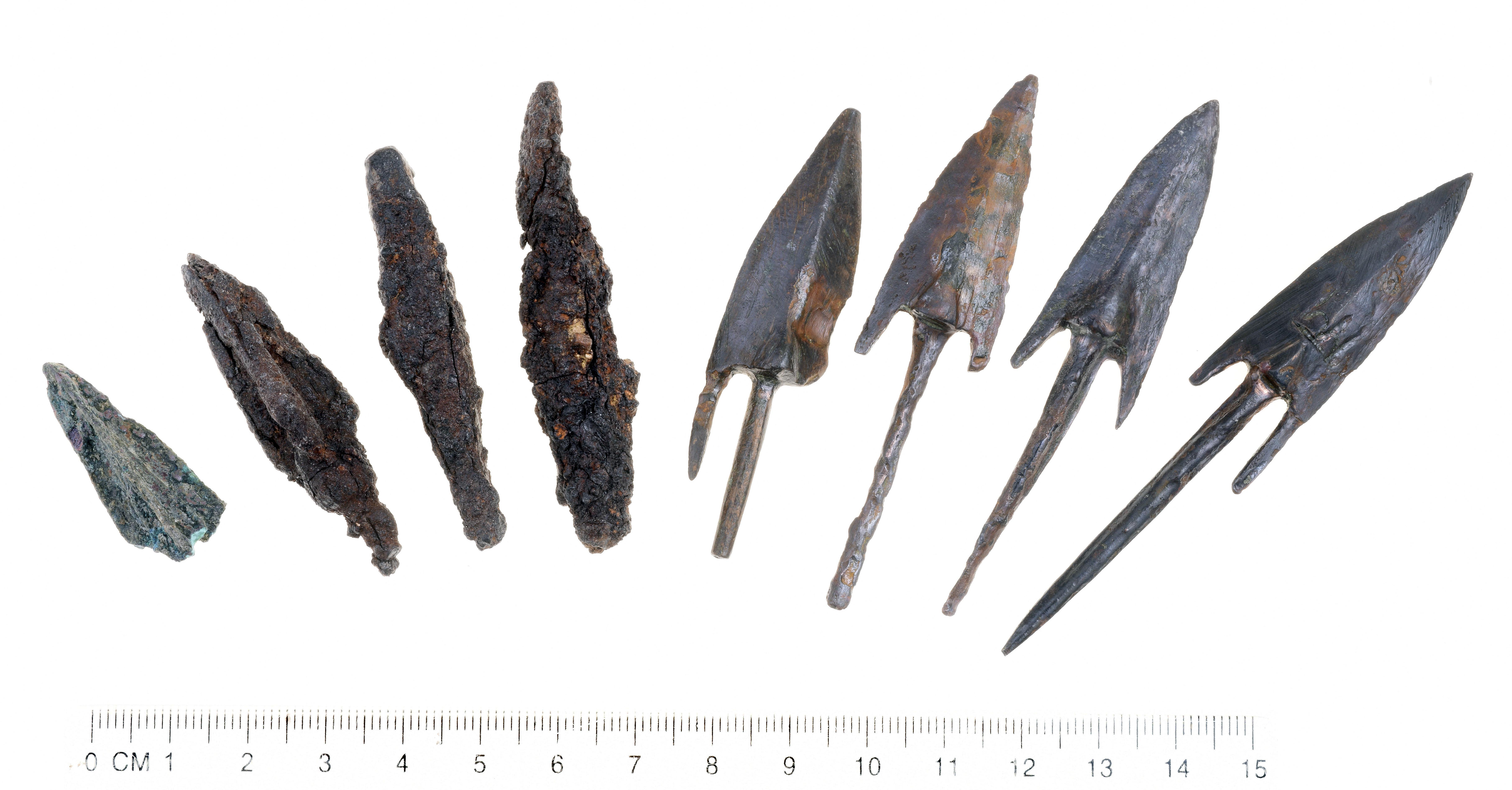
Pfeilspitzen aus der Ausgrabung beim „Giv'ati Parking Lot“ in Jerusalem, die rechte mit Beta-Epsilon-Stempel

An drei Stellen wurde in Jerusalem bei archäologischen Ausgrabungen wohl die von Antiochos VII. belagerte Stadtmauer freigelegt, wobei an zwei Stellen in der Zeit vor der Belagerung Erdaufschüttungen (Glacis) vorgenommen worden waren. Bei einer dieser beiden Stellen sowie zusätzlich am Jaffator als dem dritten Fundplatz wurden zudem neben diversen weiteren Waffenteilen auch Pfeilspitzen gefunden mit einer gestempelten Markierung aus den Buchstaben Beta und Epsilon gefunden, die man als Monogramme einer besonderen Einheit von Bogenschützen im Heer Antiochos’ deutet. Entsprechende Pfeilspitzen mit derselben Aufschrift wurden auch anderswo im östlichen Mittelmeerraum (etwa auf dem Jebel Khalid) gefunden, wo sie zumindest mit derselben Truppe, teilweise vielleicht auch konkret mit anderen Unternehmungen Antiochos’ VII. verbunden werden können. In Jerusalem wurden darüber hinaus an zwei Stellen außerhalb der antiken Stadt importierte rhodische Amphoren, die durch die darauf befindlichen Amphorenstempel auf die Zeit bis 133/132 v. Chr. datiert werden können, sowie eine Münze des Antiochos VII. gefunden. Donald T. Ariel deutet diese Fundplätze daher als Hinweise auf seleukidische Truppenlager.
Die von Johannes Hyrkanos wegen Nahrungsmangels aus der Stadt vertriebenen Kampfunfähigen wurden von Antiochos nicht durchgelassen und steckten daher zwischen den Fronten fest. Erst als Antiochos zur Feier des Laubhüttenfestes, also im September/Oktober 134 v. Chr., auf die Bitte des Hohepriesters hin einen einwöchigen Waffenstillstand gewährte und noch dazu reiche Opfergaben für die religiösen Feierlichkeiten der Juden stiftete, wurden die Überlebenden von ihnen wieder in Jerusalem aufgenommen. Kurz darauf bat Hyrkanos, durch das „fromme“ und als fair empfundene Verhalten der Gegenseite am Laubhüttenfest ermutigt, mittels einer Gesandtschaft um Frieden. Die Berater Antiochos’ VII. sollen dem Bericht des griechischen Geschichtsschreibers Diodor zufolge empfohlen haben, darauf nicht einzugehen und die Juden aufgrund ihrer Andersartigkeit und ihres „Menschenhasses“ auszulöschen. Der König dagegen zeigte sich verhandlungsbereit und forderte die Abgabe aller Waffen, die Zahlung von Steuern für die Städte außerhalb Judäas sowie die Aufnahme einer Garnison in Jerusalem. Als der letzte Punkt Unwillen hervorrief, akzeptierte er stattdessen die Auslieferung von Geiseln seiner Wahl und eine Zahlung von 500 Talenten Silber. 300 Talente davon wurden sofort entrichtet, wofür Hyrkanos nach Flavius Josephus das Grab des Königs David öffnen ließ und insgesamt über 3000 Talente Silber daraus entnahm. Thomas Fischer hat vermutet, dass der Hohepriester das Geld in Wirklichkeit aus dem nahe dem Davidsgrab gelegenen Jerusalemer Tempel entnommen habe, um den Friedensschluss mit Antiochos erkaufen zu können, und nur zur Verschleierung dieses Tempelraubes behauptet habe, das Geld stamme aus der Grablege des frühzeitlichen Königs. Nachdem die Mauerkrone Jerusalems symbolisch geschleift worden war, zog Antiochos mit seinem Heer ab. Dass eine antike Quelle von der Tötung des Hyrkanos (was sicher unhistorisch ist) und eine andere von einem Blutbad unter den wichtigsten Bewohnern Jerusalems berichtet, dürfte keine historische Bedeutung haben – allenfalls könnte Antiochos eine geringe Zahl von Extremisten hingerichtet haben. In der Forschung wird darüber hinaus teilweise festgestellt, dass die Friedensbedingungen auch einen Verzicht der Juden auf eigene Außenpolitik und das Leisten von Heeresfolge für den Seleukidenkönig beinhalteten – explizit finden sich diese Bestimmungen jedoch nicht in den antiken Berichten.

#### Historische Einordnung des Friedensschlusses
Die Friedensbedingungen stellten die königliche Autorität klar wieder her, waren aber insgesamt vergleichsweise mild – um eine völlige Wiedereingliederung der Juden in das Seleukidenreich handelte es sich nicht. Die Gründe für das Verhalten des Antiochos, der bis Jerusalem vordrang und es ein Jahr lang belagerte, dem Feind aber währenddessen Opfergaben überbrachte und anschließend lediglich die Grenzstädte Judäas für sich in Anspruch nahm, sind in der Forschung kontrovers diskutiert worden. So hat Tessa Rajak die Theorie vertreten, der römische Senat habe den Seleukiden auf Bitten einer jüdischen Delegation und im Sinne des Mächtegleichgewichts im östlichen Mittelmeerraum durch ein Schreiben dazu aufgefordert, die Belagerung Jerusalems aufzuheben. Flavius Josephus’ Bericht, dem zufolge Antiochos aus reiner „Frömmigkeit“ so gehandelt habe, gehe auf ein von Josephus als Quelle benutztes (heute verlorenes) Geschichtswerk eines hellenistischen Autors zurück. Dieser sei daran interessiert gewesen, König Antiochos in möglichst gutem Licht erscheinen zu lassen und die Intervention Roms daher zu vertuschen. Die Forschung hat diese Interpretation Rajaks überwiegend abgelehnt, ohne eine klare Alternativtheorie zu liefern. Die verbreitetste Erklärung besagt, dass Antiochos sich nach einer simplen Gewinn-Verlust-Rechnung und angesichts der sich verhärtenden Fronten vor Jerusalem dazu entschieden habe, seine Ressourcen auf den dringend nötigen Partherkrieg zu konzentrieren und durch seine Friedensbedingungen beide Seiten ihr Gesicht wahren zu lassen.
Johann Maier erklärt die plötzlichen „frommen Gesten“ des Seleukidenkönigs mit der Doppelaufgabe, die er als Staatsoberhaupt zu erfüllen hatte: „Er handelte [mit der Spende von Opfergaben während der Belagerung] als oberster Souverän, der sich auch für den Staatskult von Jerusalem verantwortlich wußte, die Belagerung hingegen galt dem unbotmäßigen Vasallen.“ Fürsorge und Bestrafung mussten sich in seinem Herrscherverständnis also keineswegs ausschließen. Antiochos war – anders als etwa sein Vorgänger Antiochos IV. – durchaus gewillt, Rücksicht auf die Befindlichkeiten und religiösen Gefühle der Juden zu nehmen, solange dies nicht zur Verselbstständigung des Territoriums und zum Zerfall seines Reiches führte.

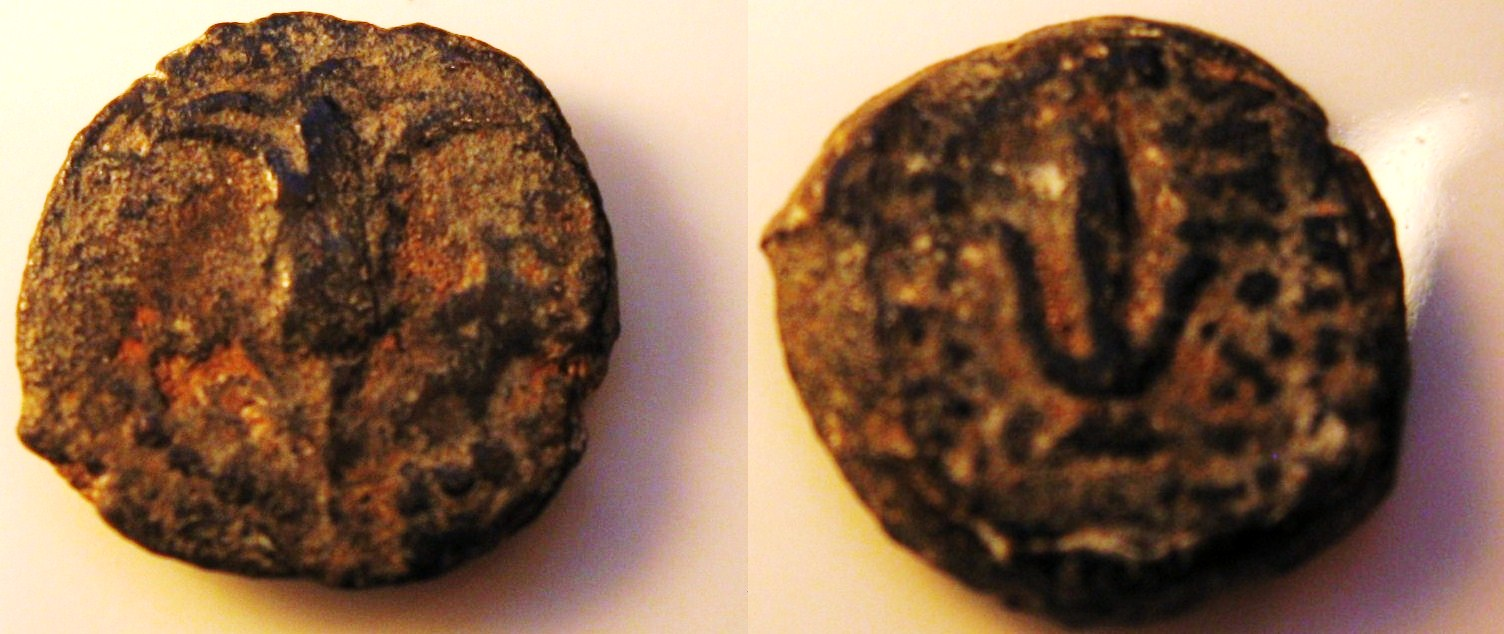
Münze des Johannes Hyrkanos mit der hasmonäischen Lilie auf der Vorderseite und dem seleukidischen Anker auf der Rückseite

In den folgenden Jahren fügte sich Hyrkanos allem Anschein nach tatsächlich als loyaler Vasall in das Seleukidenreich ein – Flavius Josephus schreibt von „Freundschaft und Bündnis“ („φιλία καὶ συμμαχία philía kaí symmachía“) mit dem König. In den späten 130er Jahren prägte er einmalig eine größere Menge Bronzemünzen, deren Aufschrift Amt, Namen und Beinamen von Antiochos nennt und auf denen neben der Lilie als dem hohepriesterlichen Hoheitssymbol auch der Anker als traditionelles Emblem der Seleukidenkönige abgebildet ist (ein Porträt des regierenden Herrschers hätte dem jüdischen Bilderverbot widersprochen). Auch von den noch ausstehenden Geldzahlungen für die Aufhebung der Belagerung Jerusalems haben sich einige Münzen aus den Jahren 132–130 v. Chr. erhalten. Sie entsprechen in ihrer Gestaltung den typischen Tetradrachmen Antiochos’ mit seinem eigenen Porträt und einer stehenden Darstellung der Göttin Athene Nikephoros. Als Verweis auf die Herkunft des verwendeten Silbers wurde jedoch zusätzlich das Monogramm „ΥΡΚΑΝ(ΟΥ)“ (HYRKAN[OU] „[des] Hyrkanos“) aufgeprägt, wodurch sich diese Münzen den im Friedensvertrag vereinbarten 500 Talenten zuordnen lassen. Später nahm Johannes Hyrkanos als Befehlshaber eines jüdischen Kontingentes am Partherfeldzug Antiochos’ VII. teil. Erst nach dem Tod des Seleukidenkönigs dehnte er seinen Einflussbereich wieder aus und stieß nach Syrien vor.

### Partherkrieg

#### Anlass und Vorbereitungen

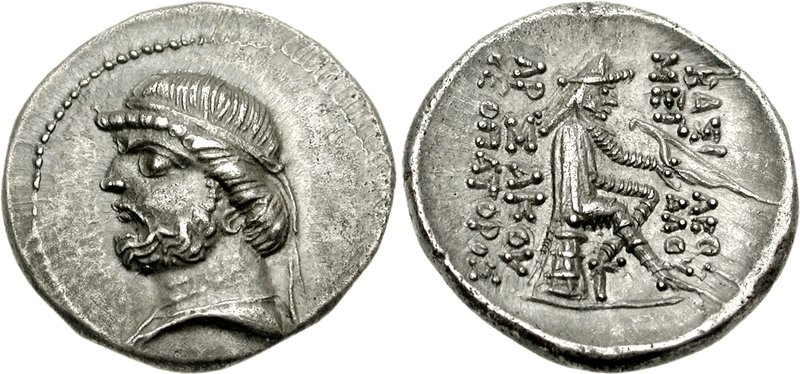
Darstellung des Phraates II. auf einer seiner Münzen, auf der Rückseite ist ein Bogenschütze abgebildet

Seit dem Jahr 139 v. Chr. hielten die Parther Demetrios II. in Gefangenschaft und hatten wohl vor, ihn bei passender Gelegenheit freizulassen und gegen Antiochos VII. auszuspielen. Der 131 v. Chr. begonnene Partherkrieg war für diesen also ein Präventivkrieg, denn der Bruder und Vorgänger stellte in der Hand des Feindes eine ständige Gefahr dar. Ein anderer Grund und wohl auch öffentlicher Anlass für den Feldzug war der Wunsch, Demetrios’ Niederlage wettzumachen und die verlorenen Territorien des Seleukidenreiches wiederzugewinnen. Da die Parther durch die Einfälle nomadischer Völker im Norden ihres Reiches geschwächt und der noch minderjährige König Phraates II. aus dem Herrscherhaus der Arsakiden dort gebunden war, war die militärische Situation Ende der 130er Jahre v. Chr. besonders günstig.
Die Zeit nach dem Abzug von Jerusalem nutzte Antiochos für intensive Vorbereitungen auf den Feldzug. Aus diesem Grund könnte die überlieferte Zahl von 80.000 bis 100.000 Soldaten durchaus realistisch sein, da sie der grundsätzlichen personellen Leistungsfähigkeit des Seleukidenreiches entspricht. Die Angabe der antiken Quellen, 200.000 bis 300.000 Zivilisten seien als Tross mitgezogen, ist dagegen vermutlich deutlich übertrieben. Es wird angenommen, dass sie in den Berichten über den Partherfeldzug lediglich ein Bild der „orientalischen“ Dekadenz im seleukidischen Heer erzeugen sollte. Dazu passt auch, dass die entsprechenden Berichte ausschmückende Details zum Prunk des Heeres beinhalten, so seien Justin zufolge große Mengen an Luxusgütern und Edelmetallen mitgeführt worden, während Orosius von „Huren und Schauspielern“ („scortis et histrionibus“) im Tross der Armee schreibt. Auf jeden Fall handelte es sich um das letzte bedeutende Heeresaufgebot der Seleukiden. Auch dass durch den Kriegszug viel Edelmetall, vor allem in Form von Münzen, in die östlichen Gebiete gebracht wurde, ist plausibel und tatsächlich numismatisch bestätigt. Die entsprechenden Geldstücke müssen viele Jahrhunderte lang im Nahen Osten im Umlauf gewesen sein, da noch im 12. Jahrhundert die in Südostanatolien herrschende oghusische Dynastie der Ortoqiden das Porträt Antiochos’ VII. auf seinen Bronzemünzen kopierte. Paul J. Kosmin hat außerdem darauf hingewiesen, dass bei dem Auszug einer seleukidischen Armee in die Schlacht aus ideologischen Gründen durchaus auf die möglichst öffentlichkeitswirksame Zurschaustellung von Pracht und Reichtum geachtet wurde, also auch in den Berichten von Justin und Orosius ein wahrer historischer Kern verborgen sein dürfte.
Den mittleren seiner drei Söhne namens Seleukos nahm Antiochos mit in den Partherkrieg, seine beiden anderen Söhne namens Antiochos wurden dagegen mit der Mutter Kleopatra Thea im syrischen Kernland des Seleukidenreiches zurückgelassen.

## Ikonographie

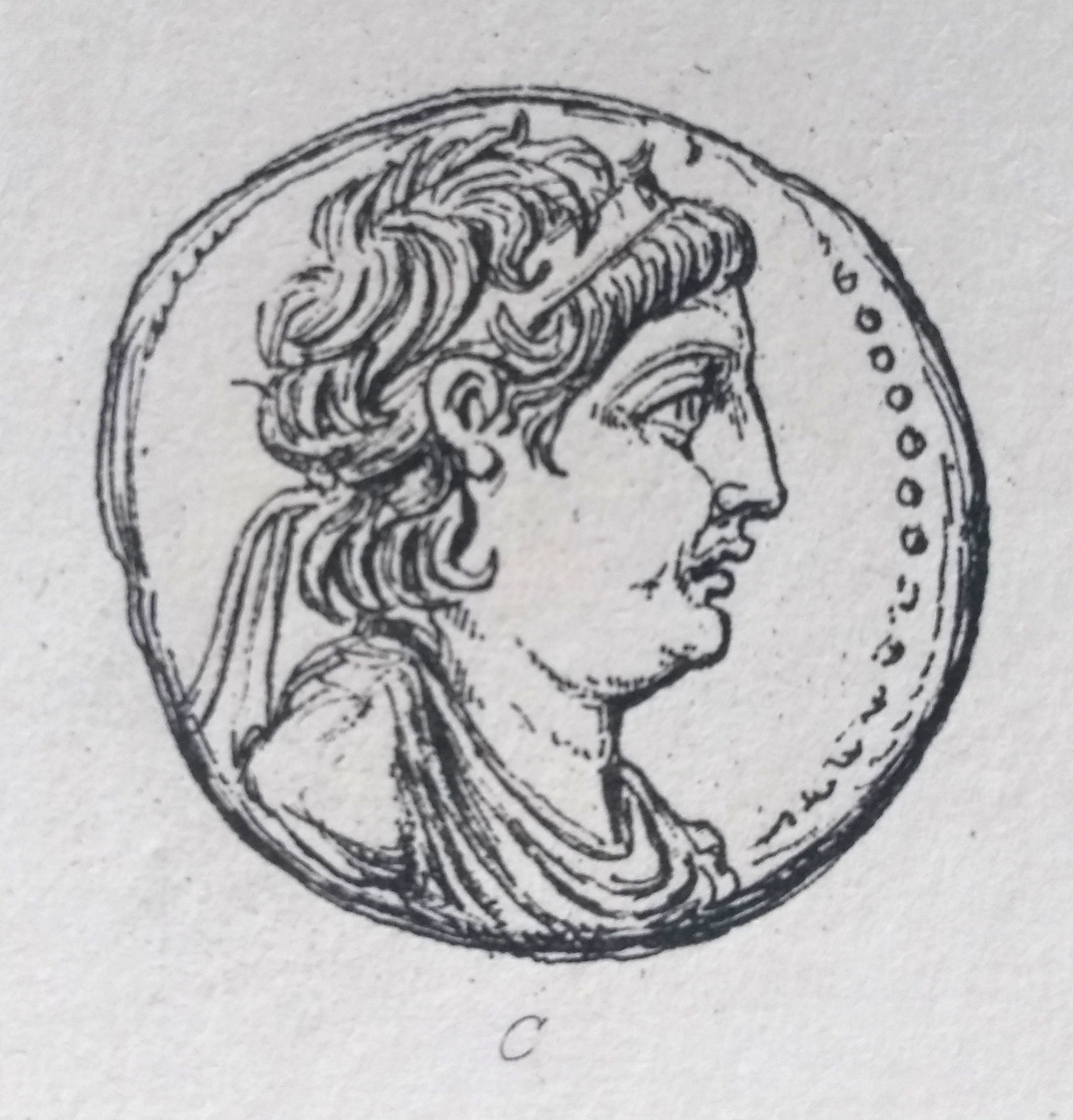
Typische Porträtdarstellung Antiochos’ VII., Zeichnung der Vorderseite einer Münze

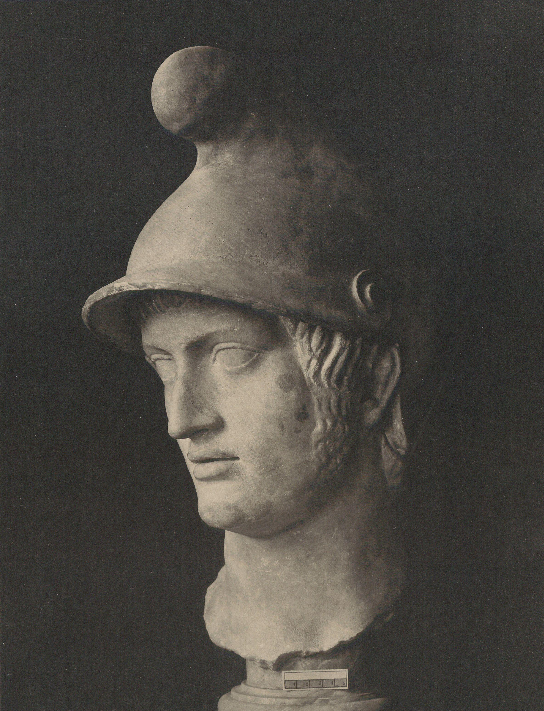
Marmorskulptur in der Ny Carlsberg Glyptotek
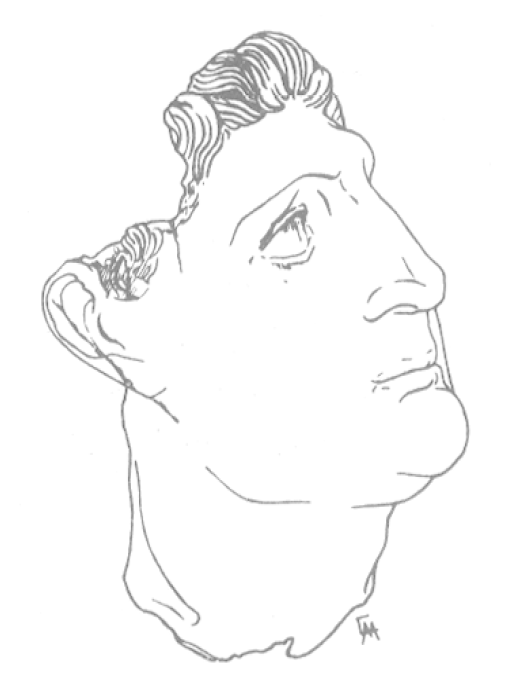
Zeichnung der Bronzeskulptur im Iranischen Nationalmuseum
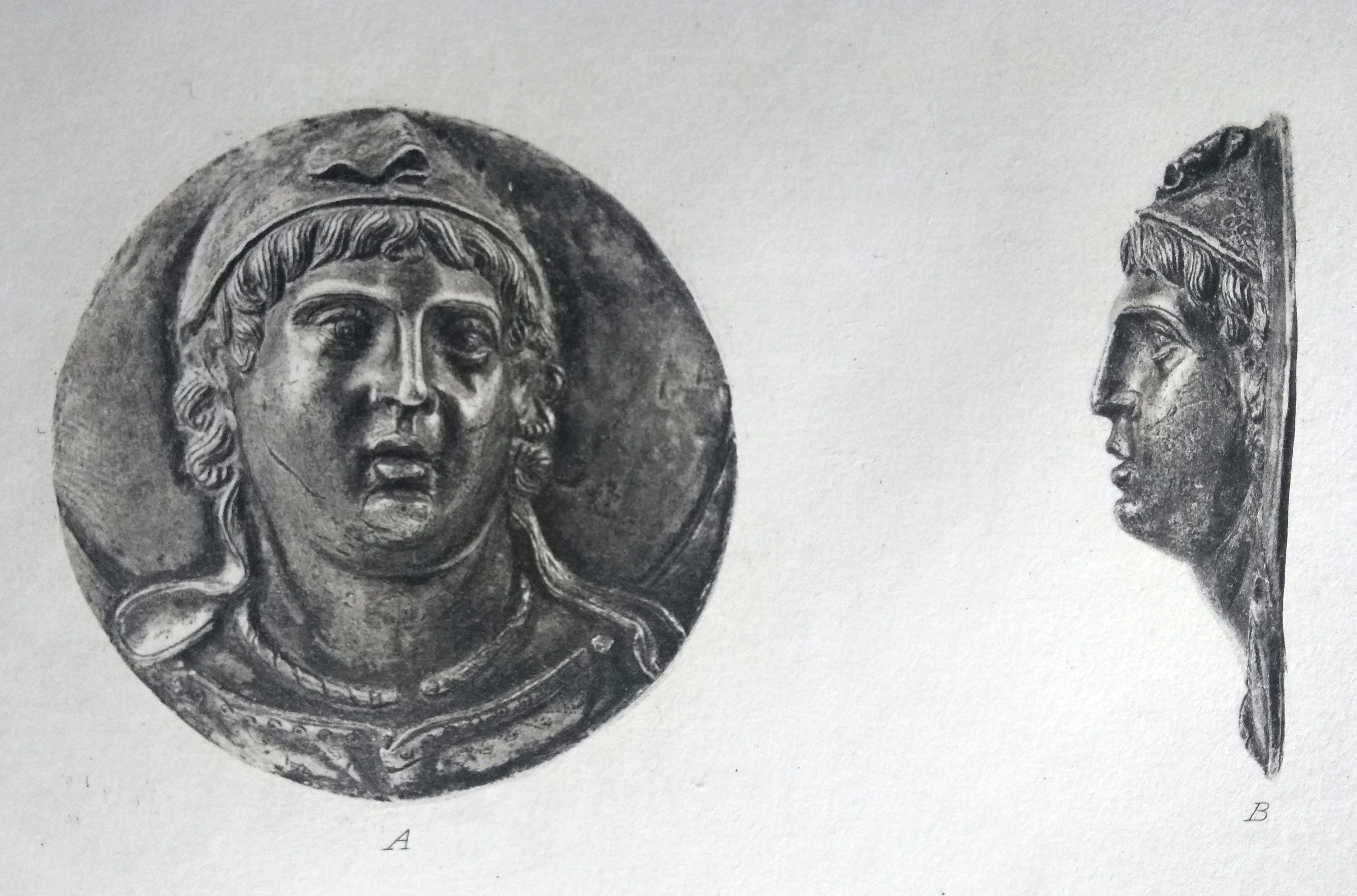
Frontal- und Seitenansicht des Silberemblems
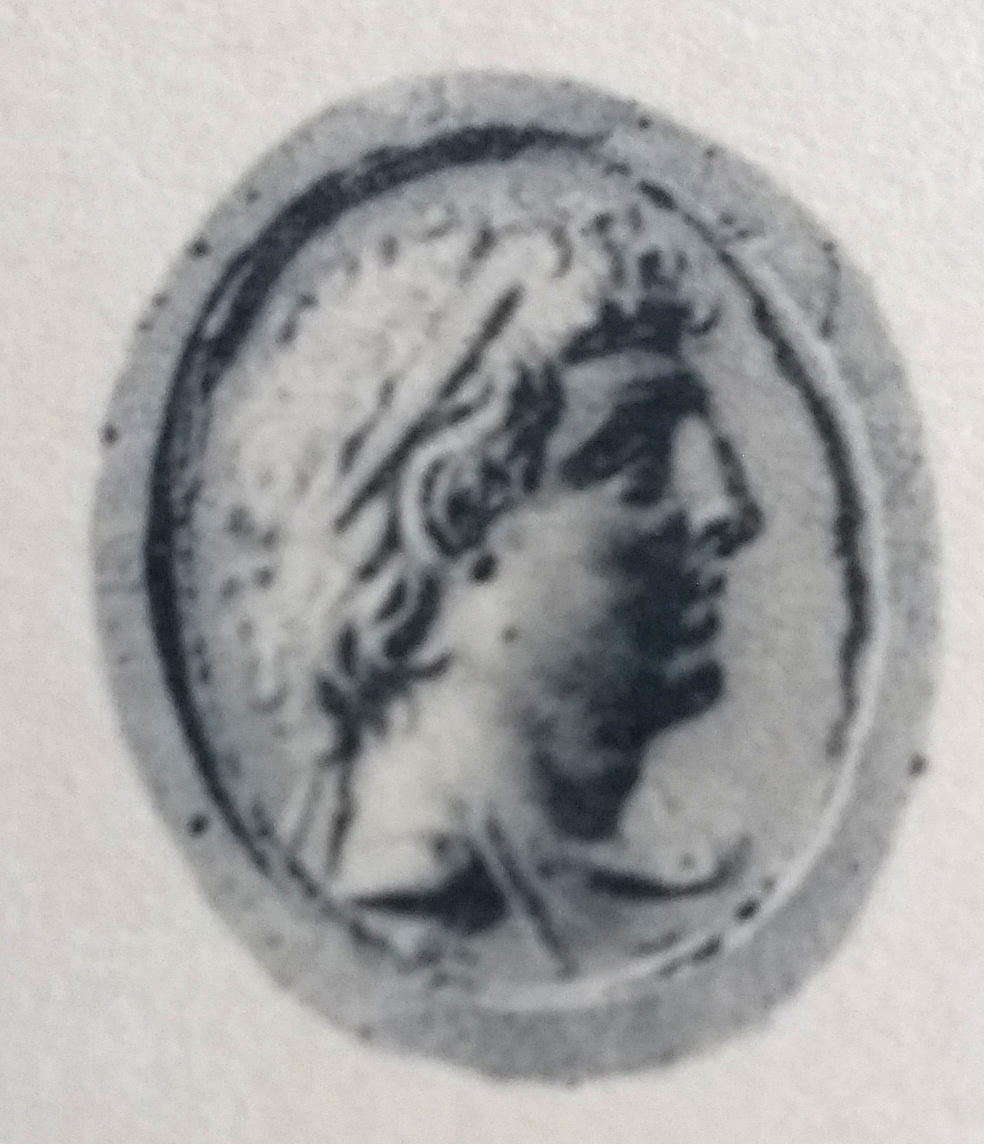
Gemme im Louvre
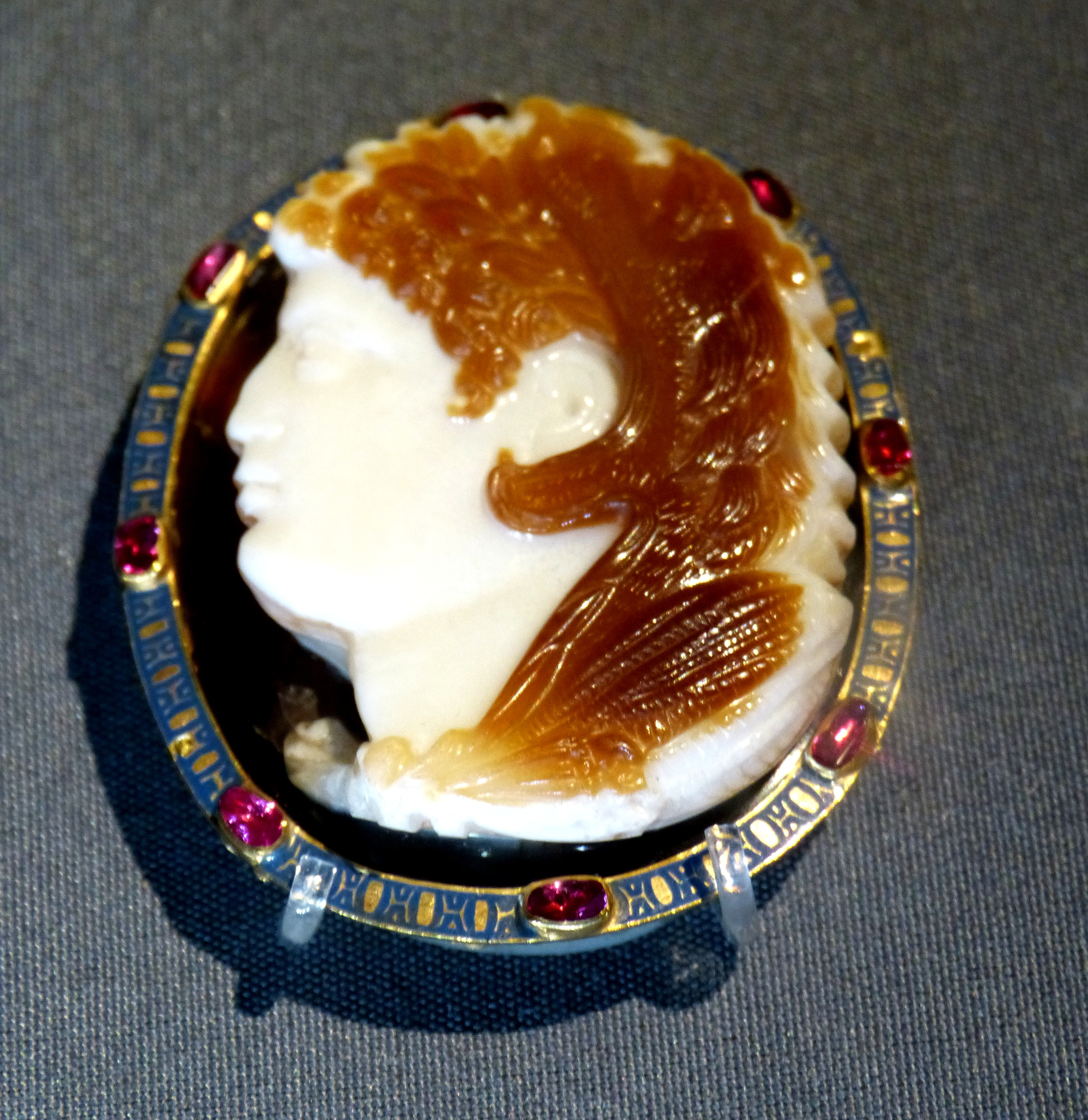
Kamee im Kunsthistorischen Museum Wien

#### Vorstoß der seleukidischen Armee
In seiner Dissertation hat Thomas Fischer den Verlauf des gesamten Partherkrieges untersucht und dabei zwischen zwei Teilfeldzügen unterschieden, von denen der erste 131/130 v. Chr., der zweite 130/129 v. Chr. stattgefunden habe. Zuvor war der Partherkrieg meist nur in die Jahre 130/129 v. Chr. datiert worden. Fischers Rekonstruktion der Chronologie wurde von verschiedenen Seiten widersprochen, mittlerweile gilt sie jedoch als einigermaßen gesichert. Der Aufbruch von Syrien erfolgte demnach im März 131 v. Chr. Während der Partherkönig sich gerade im Osten seines Reiches aufhielt, liefen bereits vor den ersten Kampfhandlungen zahlreiche lokale Vasallenherrscher in Mesopotamien zu den Seleukiden über. In drei Schlachten gelang es Antiochos anschließend, parthische Satrapen zu besiegen. Einer dieser Kämpfe fand wohl am Lykos (einem Nebenfluss des Tigris) gegen den General Indates statt, wo das seleukidische Heer ein Siegesmonument (Tropaion) errichtete. Da die Armee im Anschluss daran einige Tage Rast machte, damit die jüdischen Kämpfer das Wochenfest (50 Tage nach Pessach) feiern konnten, lässt sich die Schlacht am Lykos in den Mai oder Juni datieren. Anschließend zog Antiochos wieder zum Euphrat zurück und entlang dieses Flusses nach Babylon, wo er den Beinamen „der Große“ annahm und mit dem Heer überwinterte. Zu seinen neuen Vasallen gehörte aller Wahrscheinlichkeit nach der Satrap Hyspaosines, der seinen Machtbereich nahe dem Persischen Golf über Jahrzehnte hinweg trotz der wechselhaften politischen Lage hatte behaupten können und der später den Staat Charakene begründete. Plinius der Ältere lehnt in seiner Naturgeschichte die Aussage einer nicht erhaltenen Schrift des mauretanischen Königs Juba II. ab, der zufolge Hyspaosines Satrap eines Königs namens Antiochos gewesen sei. Die Forschung ist jedoch zu dem Ergebnis gekommen, dass sich der spätere charakenische Herrscher durchaus in den Dienst Antiochos’ VII. gestellt haben dürfte und Plinius demnach Jubas Aussage irrtümlich für falsch erklärt hat.
Durch den schnellen Erfolg ermutigt, konnte Antiochos im Frühjahr 130 v. Chr. die von Phraates initiierten Friedensverhandlungen durch unannehmbar hohe Forderungen scheitern lassen. Auf die von ihm gestellten Bedingungen (Freilassung von Demetrios II., Rückgabe aller ehemals seleukidischen Gebiete, Tributzahlungen) konnte der Partherkönig nicht eingehen, da sie ihn politisch handlungsunfähig gemacht hätten. Die Position Antiochos’ wurde noch dadurch gestärkt, dass im Norden des Partherreiches weiterhin feindliche Stämme einfielen und Phraates demnach an zwei Fronten gebunden war.
Mit dem Abbruch der Verhandlungen begann noch im Frühling der zweite Teilfeldzug. Die Jahreszeit wird durch die Angaben von Claudius Aelianus und Iulius Obsequens bestätigt, die beide eine Anekdote zum Aufbruch Antiochos’ in ihren jeweiligen Abhandlungen über gute und schlechte Vorzeichen überliefern: Am Zelt des Seleukiden habe eine Schwalbe ihr Nest gebaut, was ein schlechtes Omen dargestellt habe, aber vom König ignoriert worden sei. Das Heer marschierte wieder in östliche Richtung über den Tigris nach Susa, eroberte Medien mit der Hauptstadt Ekbatana und drängte Phraates II. im Verlauf des Jahres 130 v. Chr. in die Parthyene zurück, ohne auf nennenswerten Widerstand in den durchquerten Regionen zu stoßen. Möglicherweise drang es bis an die Küstenregion des Kaspischen Meeres, nach Hyrkanien, vor. Laut der Weltchronik des Georgios Synkellos rührt daher der Beiname des jüdischen Hohepriesters Johannes Hyrkanos, der Antiochos auf dem Feldzug begleitete. Dagegen spricht, dass bereits auf Münzen der Jahre 132–130 v. Chr. (siehe oben unter Auseinandersetzung mit den Makkabäern: Historische Einordnung des Friedensschlusses) das Monogramm für „Hyrkanos“ verwendet wird – dennoch muss diese Herleitung des Namens für die antike Öffentlichkeit plausibel gewesen sein, sodass man davon ausgehen kann, dass Antiochos tatsächlich bis nach Hyrkanien vorstieß. Der Partherkönig war gezwungen, mit Steppenvölkern im Norden seines Reiches ein Bündnis zu schließen und sie als Söldner anzuwerben. Diese Stämme werden in den antiken Quellen mit dem damals üblichen Pauschalbegriff „Skythen“ bezeichnet, konkret sind sie vermutlich mit den Saken zu identifizieren.

#### Niederlage und Tod Antiochos’
Gegen Jahresende 130 v. Chr. wurde das seleukidische Heer aufgrund seiner Größe zur Überwinterung in die Städte der Parthyene aufgeteilt, was für diese Ortschaften eine enorme Belastung darstellte. Das rücksichtslose Vorgehen der Armee und Übergriffe seitens der Soldaten ließen die Einheimischen nach einer Gelegenheit suchen, die Besatzung schnell wieder loszuwerden. Zu dieser Unzufriedenheit mag beigetragen haben, dass die betroffenen Orte im parthischen Kernland lagen. Es handelte sich also nicht um griechisch geprägte, erst kurz zuvor unter die Herrschaft der Parther gekommene Städte wie etwa in Mesopotamien, die Antiochos noch begeistert empfangen hatten. Diese Stimmungslage machte sich Phraates zunutze und überfiel im Februar oder März 129 v. Chr. mit Unterstützung der parthyenischen Ortschaften die einzelnen Heeresteile des Königs Antiochos, was diesen völlig unvorbereitet traf. Bei seinem Versuch, die Lage durch ein schnelles taktisches Manöver unter Kontrolle zu bekommen, stieß er in einer Talenge mit einem Teil seiner Truppen auf die parthische Armee. Den Rat seiner Freunde ausschlagend, die empfahlen, die Auseinandersetzung durch einen Rückzug in günstigeres Terrain zu verlegen, ließ er sich auf eine Schlacht mit dem nun zahlenmäßig überlegenen Partherheer ein. Die antiken Quellen nennen für die feindlichen Truppen eine Stärke von 120.000 Mann, während Antiochos nur auf einen Bruchteil seiner eigenen Streitmacht zurückgreifen konnte. Als es zum Kampf kam, wurde er zudem von seinen Mitstreitern im Stich gelassen und kam ums Leben. Den meisten antiken Autoren zufolge fiel er in der Schlacht, während Appian und Claudius Aelianus von Selbstmord schreiben. Der Selbstmord wäre für Antiochos in einer ausweglosen Situation eine ehrenvolle Möglichkeit gewesen, der Gefangennahme durch die Parther zu entgehen – welche der überlieferten Varianten wahrscheinlicher ist, lässt sich trotzdem nicht sicher feststellen.
Nach dem Tod Antiochos’ VII. folgte ihm für kurze Zeit sein etwa fünfjähriger Sohn Seleukos als König nach und übernahm nominell das Kommando über die restliche Armee. Über sein weiteres Schicksal liegen in den antiken Quellen zwei verschiedene Berichte vor: Poseidonios und Porphyrios überliefern, er sei nach einer weiteren Schlacht mit den Parthern von diesen gefangen genommen, aber äußerst gut behandelt worden. Johannes von Antiochia dagegen schreibt, Seleukos sei mit dem aus parthischer Gefangenschaft entkommenen Demetrios II. in Konflikt geraten und abgesetzt worden, um dann seinerseits zu Phraates zu fliehen, der ihn mit einer seiner Töchter verheiratet habe. Angesichts dieser widersprüchlichen Angaben lässt sich nicht klären, ob Seleukos tatsächlich mit dem verbleibenden seleukidischen Heer eine Schlacht schlug und ob es zwischen ihm und Demetrios zu einer Auseinandersetzung kam, für die es außer Johannes von Antiochia keine erhaltenen Belege gibt. Bei den Wirren nach dem Tod Antiochos’ nahm Phraates außerdem eine Tochter des Demetrios gefangen und heiratete sie. Antiochos hatte sie vermutlich mit in den Osten genommen, um sie bei Bedarf einem Vasallenfürsten zur Frau zu geben und damit die politische Kontrolle über die wiedereroberten Gebiete zu sichern. Teile von Antiochos’ Heer wurden im Folgenden in die parthische Armee eingegliedert – möglicherweise handelte es sich dabei um Söldner, die er angeworben hatte. Bei einer späteren Schlacht gegen ein Nomadenvolk ließen diese Soldaten Phraates II. jedoch im entscheidenden Moment im Stich und wandten sich gegen ihn, was den Partherkönig angeblich das Leben kostete.

### Ausblick
Im Spätherbst oder Winter 130 v. Chr. war Demetrios II. der traditionellen Forschungsmeinung zufolge freigelassen und mit parthischen Truppen nach Syrien geschickt worden, aller Wahrscheinlichkeit nach, um seinem Bruder Antiochos VII. als Thronkonkurrent in der Heimat eine zweite Front zu eröffnen. Eine andere, sicherlich falsche Hypothese beruht wohl auf der verkürzenden Darstellung in Appians Syrischer Geschichte und besagt, dass Phraates mit der Freilassung des Demetrios nur eine der Forderungen von Antiochos bei den Friedensverhandlungen im Frühjahr erfüllen wollte. Eine durch Peter Franz Mittag entwickelte dritte Theorie schließlich geht davon aus, die Parther hätten Demetrios gar nicht aus taktischen Gründen gefangen gehalten, sondern in Wirklichkeit zum Ziel gehabt, durch den Aufbau verwandtschaftlicher Bindungen zu einem hellenistischen Herrscherhaus außenpolitisches wie innenpolitisches Prestige zu erwerben. Demetrios sei demnach 129 v. Chr. nicht etwa freigelassen worden, um die politische Lage Antiochos’ VII. zu gefährden, sondern einfach aus der parthischen Gefangenschaft geflohen. Spätestens als Antiochos ums Leben gekommen war, versuchte Phraates Demetrios jedenfalls wieder zurückzuholen und ließ ihn durch Reiter verfolgen. Der Partherkönig hoffte, beim Entstehen eines Machtvakuums im Nachbarreich dieses einfacher erobern zu können; von einem erneuten Machtantritt Demetrios’ II. hatte er nun keine taktischen Vorteile mehr zu erwarten. Dem ehemaligen Seleukidenkönig gelang es allerdings, seinen Verfolgern zu entkommen, nach Syrien zurückzukehren und dort tatsächlich seine zweite Regierung (129–125 v. Chr.) anzutreten.
Die beiden Söhne Antiochos’, die er nicht mit in den Osten genommen hatte, waren während des Partherkrieges in ihrer syrischen Heimat geblieben. Im Namen des älteren der beiden wurden einige Münzen geprägt, aus denen hervorgeht, dass er zum König ernannt wurde und den Beinamen „Epiphanes“ („der Erschienene“) erhielt. Diese Geldstücke wurden in der Forschung unterschiedlich datiert, neusten Erkenntnissen zufolge stammen sie jedoch aus dem Jahr 129/128 v. Chr. Nach dem Tod Antiochos’ VII. scheint also sein ältester Sohn – wohl auf Initiative Kleopatra Theas – in Syrien kurzzeitig zum Herrscher ausgerufen worden sein. Laut der Chronik des Porphyrios starb er eines natürlichen Todes. Dies muss jedoch bereits nach sehr kurzer Zeit geschehen sein, da bei der Rückkehr des Onkels Demetrios II. nur sein jüngerer Bruder gleichen Namens ins Ausland in Sicherheit gebracht wurde, er selbst aber nicht mehr erwähnt wird.
In Babylonien setzte der Partherkönig nach dem Sieg über die Seleukiden einen gewissen Himeros als Statthalter ein, der dort Strafmaßnahmen gegen die Ortschaften durchsetzte, die sich dem Seleukidenkönig angeschlossen hatten. Den Leichnam Antiochos’ VII. behandelte Phraates ehrenvoll und ließ ihn in einem silbernen Sarg in das Seleukidenreich verbringen, in dem bereits wieder ein Thronkonflikt ausgebrochen war. Dort nahm Justin zufolge der Gegenkönig Alexander II. Zabinas den Leichnam entgegen und ließ ihn unter vorgetäuschter tiefer Trauer bestatten, um damit seine erfundene Behauptung glaubwürdiger zu machen, er sei ein Adoptivsohn Antiochos’.

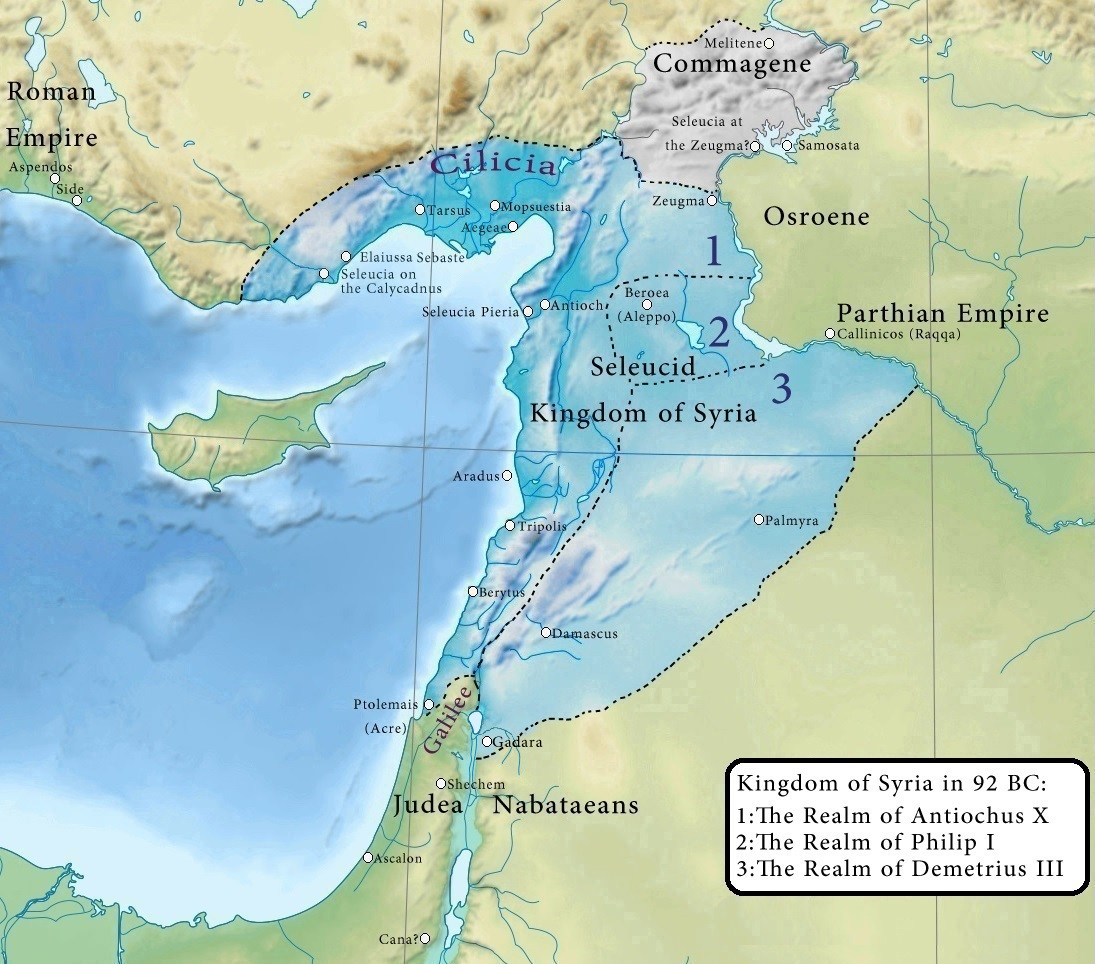
Ungefähre Ausdehnung des Seleukidenreiches im Jahr 92 v. Chr. (blau)

Durch die vernichtende Niederlage Antiochos’ VII. im Partherfeldzug gingen den Seleukiden Mesopotamien, Iran und alle anderen Gebiete östlich des Euphrat endgültig verloren. Von einem Einfall in Syrien wurde Phraates nur durch einen Aufstand der Steppenvölker, die er ursprünglich gegen Antiochos angeworben hatte, abgehalten. Um 128 v. Chr. fiel er im Kampf gegen sie. Dennoch konnte das Arsakidenreich in der folgenden Zeit alle seine Gebietsgewinne der vorangegangenen Jahrzehnte behaupten, während das einstige seleukidische Großreich zu einer bedeutungslosen Mittelmacht herabsank. Auch Johannes Hyrkanos nutzte nach seiner Rückkehr vom Partherfeldzug die Schwäche der Seleukiden aus, um das jüdische Territorium wieder auszudehnen und die faktische Souveränität zu erlangen. Innenpolitisch waren im Seleukidenreich die folgenden Jahrzehnte bis zur Annexion durch die Römer (63 v. Chr.) von ständigen Wirren und Thronstreitigkeiten geprägt, die den Staat über weite Strecken handlungsunfähig machten. Diese inneren Konflikte wurden im Wesentlichen zwischen zwei Zweigen des Seleukidenhauses ausgetragen, die sich von den beiden Brüdern Antiochos VII. (Sohn Antiochos IX. und der angebliche Sohn Alexander II. Zabinas) und Demetrios II. (Söhne Antiochos VIII. und Seleukos V.) herleiteten.